# Relações entre Índia e Vietnã
As relações entre Índia e Vietnã referem-se às relações externas entre a República da Índia, no subcontinente indiano, e a República Socialista do Vietnã, no Sudeste Asiático.
Relações culturais e econômicas entre a Índia e o Vietnã são existentes desde pelo menos o século II. O antigo Estado hindu de Champa teve alguma influência na música vietnamita. Na época contemporânea, as relações entre Índia e Vietnã têm sido reguladas por diversas áreas que compartilham políticas de interesses. A Índia condenou fortemente a ação norte-americana durante a Guerra do Vietnã e também foi um dos poucos países não-comunistas a ajudar o Vietnã durante a Guerra cambojana-vietnamita.
Em 1992, Índia e Vietnã estabeleceram amplos laços econômicos, incluindo a exploração de petróleo, agricultura e manufatura. As relações entre os dois países, especialmente os laços de defesa, beneficiaram extensivamente a política indiana do Atender o Leste. A cooperação militar bilateral inclui venda de equipamentos militares, partilha de informações, exercícios navais conjuntos e formação em contra-insurgência na selva, para casos de guerra. A Índia também implanta regularmente seus navios de guerra para visitas de cortesia aos mares vietnamitas.

## História
A Índia apoiou a independência do Vietnã da França, opôs-se ao envolvimento norte-americano na Guerra do Vietnã e apoiou a unificação do Vietnã do Norte com o Vietnã do Sul. Durante a Guerra do Vietnã, a Índia apoiou o Norte, embora não tenha realizado hostilidades militares contra o Sul. Isto se contrastou com a política dos Estados Unidos, que apoiou fortemente o Sul e envolveu-se em um conflito militar com o Norte, embora sem a emissão de uma declaração oficial de guerra.

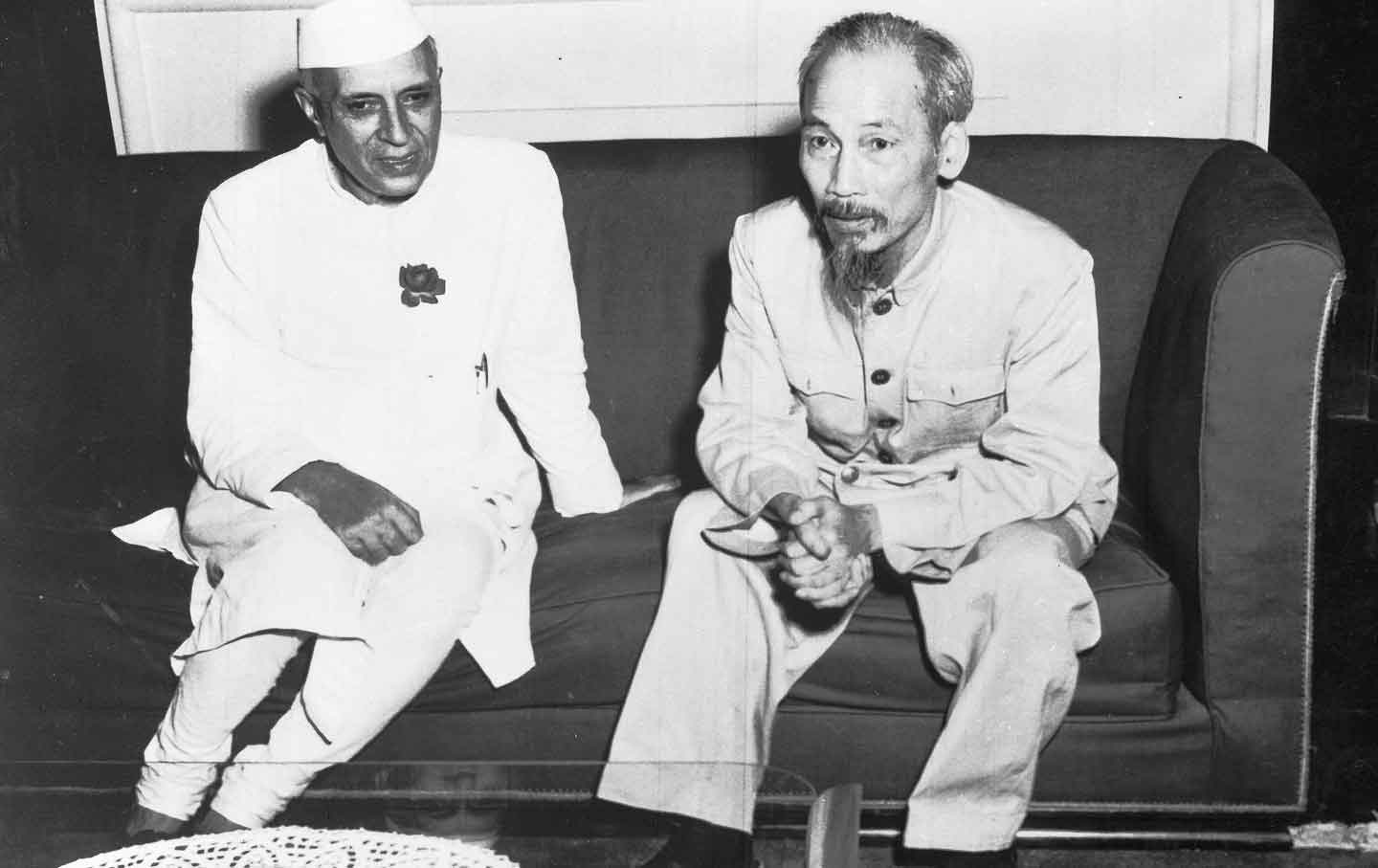
O primeiro-ministro Jawaharlal Nehru (à esquerda) com o presidente Ho Chi Minh (à direita) em Hanói (1954).

Índia e Vietnã do Norte estabeleceram relações diplomáticas oficiais em 1972, e desde então as relações amistosas se mantém, especialmente como resultado das relações hostis do Vietnã com a China, com o qual a Índia teve algumas disputas diplomáticas.

### Desenvolvimento das relações bilaterais e comerciais
A Índia concedeu ao Vietnã o status de "nação mais favorecida" em 1975, e as duas nações assinaram um acordo de comércio bilateral em 1978, além da Promoção de Investimento Bilateral e Acordo de Protecção (BIPPA) em 8 de março de 1997. O Conselho Empresarial Indo-Vietnamita tem trabalho em conjunto para promover o comércio e os investimentos entre ambos os países desde 1993. em 2003, as duas nações promulgaram uma Declaração conjunta sobre Cooperação Global, quando o secretário-geral do Partido Comunista do Vietnã, Nông Đức Mạnh, visitou a Índia, iniciando uma negociação de um acordo de livre comércio. Em 2007, uma outra declaração conjunta foi emitida durante a visita de estado do primeiro-ministro do Vietnã, Nguyen Tan Dung. O comércio bilateral tem aumentado rapidamente desde a liberalização das economias do Vietnã e da Índia. A Índia é o 13.º maior exportador para o Vietnã, com exportações que cresceram de forma constante a partir de 11,5 milhões de dólares entre 1985–1986 para 395,68 milhões de dólares em 2003. As exportações do Vietnã para a Índia subiram para 180 milhões, incluindo produtos agrícolas, artesanato, têxteis, eletrônicos e outros bens.
Entre 2001 e 2006, o volume de comércio bilateral cresceu a 20–30% por ano, chegando a 1 bilhão de dólares em 2006. Índia e Vietnã também têm expandido a cooperação em tecnologia da informação, educação e colaboração dos respectivos programas espaciais nacionais. Ligações aéreas diretas e relaxamento de vistos foram estabelecidos para reforçar o turismo.
Em 2010, como a Área de Livre-Comércio entre a Associação de Nações do Sudeste Asiático e a Índia entrou em vigor, o comércio bilateral aumentou ainda mais, para 3,917 bilhões de dólares até o final de 2012, com a exportação do Vietnã para a Índia subindo para 1,7 bilhão de dólares em 2012, um aumento de 56,5% em comparação com 2011. Em 2015, o comércio bilateral foi de 7 bilhões de dólares, e ambas as nações chegaram ao acordo sobre uma meta de 20 bilhões de dólares até 2020.
A China queixou-se sobre a cooperação indiana para a exploração de petróleo em águas vietnamitas, especialmente à luz do estatuto político contestado das Ilhas Spratly e outras cadeias nas proximidades da ilha, que a Índia reconhece atualmente como parte do Vietnã.

## Missões diplomáticas
- Índia: Hanói (Emabaixada); Cidade de Ho Chi Minh (Consulado-Geral);
- Vietname: Nova Deli (Embaixada); Bombaim (Consulado).